# Mälarpirater (film, 1987)
Mälarpirater  är en svensk dramafilm som hade biopremiär i Sverige den 25 februari 1987, efter Sigfrid Siwertz roman Mälarpirater från 1911, vilken filmatiserats första gången med regi av Gustaf Molander och återigen 1959 i regi av Per G. Holmgren.

## Handling
Filmen utspelar sig i slutet av sommarlovet 1955. Georg och Erik Schalén bor hos farbror Konrad och faster Lea efter föräldrarnas död.
För att undslippa tant Leas kommendering till hushållsarbete smiter bröderna iväg för att segla med traktens busfrö, Fabian Scholke, vid första bästa tillfälle. Pojkarna "lånar" järnhandlarens båt och seglar ut, men det råder stiltje så de ligger mest och guppar en bit från land. Senare på dagen blåser det dock upp till storm, och i ett försök att vända hemåt välter Fabian båten. Erik håller på att drunkna och fantiserar om att förenas med sina döda mor, men räddas i land av Georg. Desperata söker de tre skydd i en förankrad segelbåt.
Den soliga morgonen därpå undersöker de båtägarens tomma sommarhus. När de får syn på en gubbe som kommer mot huset flyr de av rädsla tillbaka till båten och seglar iväg. Efter en tveksam start, där Georg och Erik valhänt försöker lära sig sätta segel, kommer de ut på öppet vatten. Förbi dem passerar en ångbåt, på vilken den ovetande båtägaren Bertil Vinqvist och hans fru Greta reser ut till sitt hus och sin båt.
Makarna Vinqvist grälar med varandra, och i kallt raseri kastar Greta ut sin makes tidning i vattnet. Georg fiskar snabbt upp den, och pojkarna får i en artikel veta att de anmälts som saknade och förmodas ha drunknat under stormen. De ser detta som en chans till ett sommaräventyr och beslutar sig för att fortsätta att segla omkring. Båtens matförråd drygas ut med måsägg. På en ö smygtittar de på jämnåriga nakna flickor som leker i vattnet, men Georg skäms och springer därifrån.
En natt i tät dimma undviker de med en hårsmån att krocka med ett stort fartyg, men girar i stället på grund. Dagen därpå får de påhälsning av fiskaren Frans i Flinta, som bogserar dem loss och tar dem in till den närliggande Tollerö för att introducera dem för dess excentriske ägare, greve Gösta Leerhousen. Pojkarna smiter från sällskapet, men stöter i stället på en hotfull, biodlande enstöring, som berättar för en skräckslagen Erik om sin beundran för djuren och deras egenskaper.
När Erik väl lyckas komma därifrån möter pojkarna åter greven. Inviterade till hans slott får de en guidad rundvandring i släkten Leerhousens bisarra förflutna. Nere i slottets medeltida källarvalv lurar greven in dem i en fångcell och låser dörren. Några timmar senare tas de ut en och en och leds iväg med förbundna ögon till en väntande "festmåltid" av vidbränd stekt sill och mycket vin.
På väg mot båten efter måltiden somnar Georg i fyllan och drömmer om ett sexuellt möte med Frans i Flintas dotter Vilhelmina, som han tidigare sett som hastigast. Då han vaknar mitt i natten ser han i smyg hur biodlaren lägger till med Frans i Flintas eka och bär på dennes yxa.
Efter en kort tid sinar båtens matförråd och pojkarna tvingas börja vittja fisknät och stjäla höns för att överleva. I jakten på en dold ankringsplats hittar de liket av Frans i Flinta drivande i vattnet. Han har ett djupt huggsår i huvudet. Från ett gömställe i vassen iakttar de hur några badande upptäcker liket och alarmerar polisen. Georg får också se en skymt av biodlaren som - gömd i skogen - betraktar uppståndelsen.
Senare, under en förslagen snattarräd mot en lanthandel, ser de på en löpsedel att en fiskardräng gripits för mordet. Georg ger sig därför iväg följande morgon för att tala om för greven vad han sett. Greven blir bekymrad över berättelsen då biodlaren är hans kusin, Justus, men tar Georg med sig till denne för att reda ut vad som hänt. Strax lockar greven sin kusin att berätta om mordet och plocka fram mordvapnet, Frans i Flintas egen yxa. Biodlaren springer ut i skogen och försvinner. Sorgsen över den bittra sanningen visar greven bryskt iväg Georg från ön.
Tillbaka på båten upptäcker Georg att Fabian misshandlat Erik, och han lämnar kvar Fabian på ön efter att ha berättat om biodlaren. I medlidande med den ångestskrikande Fabian vänder bröderna efter en stund tillbaka och hämtar upp honom. På kvällen kulminerar dock Georgs och Fabians konflikt med ett slagsmål. Georg vinner och Fabian drar sig undan.
Nästa dag träffar de på ett gäng festande seglare i en hamn. Fabian försöker sälja båten till en av dem, Jonte Nyman - bror till fiskardrängen Alfred som tidigare satt oskyldigt arresterad för mordet på Frans i Flinta. Georg vägrar sälja båten och dela på pengarna bara därför att Fabian vill ha reskassa och kunna ge sig iväg ut i världen med Jonte. Fabian ger sig ändå iväg med Jonte, men först efter att ha skurit sönder rep och segel på båten.
Fram emot hösten fortsätter Georg och Erik att segla efter reparationsarbetet. Deras stöldräder börjar emellertid få skralt utbyte. Hungriga och frusna bestämmer de sig för att lämna tillbaka båten där de tog den och ta sig tillbaka till farbror Konrad och tant Lea.
Medan de stjäl färdkost i matkällaren i Vinqvists sommarhus dyker Fabian åter upp. Pojkarna försonas med varandra, och tillsammans återvänder de till hemstaden.

## Rollista i urval
- Kristian Almgren - Fabian
- Gustav Ljungberg - Georg
- Jonas Eriksson - Erik
- Björn Gustafson - greve Gösta Leerhousen
- Peter Stormare - biodlaren
- Ingalill Rydberg - Vilhelmina
- Anita Ekström - modern
- Björn Granath - fadern
- Allan Edwall - Frans i Flinta
- Anita Wall - Greta Vinqvist
- Mathias Henrikson - Bertil Vinqvist
- Gun Arvidsson - tant Lea
- Claes Esphagen - farbror Konrad
- Carl-Magnus Dellow - Albert

### Fotnoter
1. ↑  ”Mälarpirater”. Svensk filmdatabas. 25 februari 1987. http://www.sfi.se/sv/svensk-filmdatabas/Item/?itemid=16861&type=MOVIE&iv=Basic. Läst 15 oktober 2016.
2. ↑  ”Mälarpirater”. Svensk filmdatabas. 25 februari 1987. http://www.sfi.se/sv/svensk-filmdatabas/Item/?itemid=16861&type=MOVIE&iv=Story. Läst 17 januari 2021.